# Armorial des communes de la Loire
- il comporte peu ou pas de sources.
- il reste des blasons à dessiner dans cet armorial.
- certaines figures sont encore dans un format bitmap et doivent être vectorisées.

Cette page donne les armoiries (figures et blasonnements) des communes de la Loire.
- Haut – A
- B
- C
- D
- E
- F
- G
- H
- I
- J
- K
- L
- M
- N
- O
- P
- Q
- R
- S
- T
- U
- V
- W
- X
- Y
- Z

(0 dessin(s) en attente : VV)

## A
| Blason de Aboën | Blason  | Parti : au 1er d’argent à trois fasces de sable, au 2e de sable à trois fasces ondées d’argent. |
| Blason de Aboën | Détails | Le statut officiel du blason reste à déterminer.                                                |

| Blason de Ailleux | Blason  | D'or au loup ravissant, à la tête contournée de sable, armé et lampassé de gueules               |
| Blason de Ailleux | Détails | Les habitants sont appelés les loups. Créé par la Conférence permanente d’héraldique de la Loire |

| Blason de Ambierle | Blason  | Parti : au 1er de gueules à quatre merlettes d’argent, celle du chef à dextre disparaissant sous un franc-canton d’hermine ; au 2e d’azur à trois flanchis d’argent, accompagné d’un écusson de gueules à la croix d’argent en cœur et au chef d’or chargé de trois flanchis de sable. |
| Blason de Ambierle | Détails | * Il y a là non-respect de la règle de contrariété des couleurs : ces armes sont fautives (gueules sur azur). Le statut officiel du blason reste à déterminer. |

| Blason de Andrézieux-Bouthéon | Blason  | D’azur à la barre d’argent, accompagnée d’un avion du même volant dans le sens de la barre en chef et de deux roues dentées d’argent, engrenées en pal en pointe, celle de dessus plus petite ; au dauphin de gueules brochant sur le tout. |
| Blason de Andrézieux-Bouthéon | Détails | L'avion pour l'aéroport de Bouthéon, les deux traits parallèles pour la première ligne de chemin de fer d'Andrézieux, le dauphin emblème du Forez, les roues de l'industrie. Le blason est normalement surmonté d'une couronne de tours rappelant le château de Bouthéon. Œuvre collective créée lors de la fusion d'Andrézieux et Bouthéon en 1965. |

| Blason de Apinac | Blason  | De sable à l'écusson d’argent chargé d'un lion de gueules, accompagné de huit besants d’or, quatre sur chaque flanc, rangés en pal. |
| Blason de Apinac | Détails | Le statut officiel du blason reste à déterminer.                                                                                    |

| Blason de Arthun | Blason  | D'azur au héron d'argent ; au chef ondé du même chargé d'un ours passant et contourné de gueules mouvant du flanc dextre et d'un soleil couchant non figuré du même. |
| Blason de Arthun | Détails | Le statut officiel du blason reste à déterminer. |

| Blason de Aveizieux | Blason  | D’azur à l’épi de blé d’or à dextre, tigé et ployé en bande, à la navette de passementier du même, posée en barre, garnie d’une bobine de gueules et brochant sur la tige de l’épi. |
| Blason de Aveizieux | Détails | Création Hervé Jay, 1990. Adopté en 1992. |

Pas d'information pour les communes suivantes : Amions, Arcinges, Arcon

- Haut – A
- B
- C
- D
- E
- F
- G
- H
- I
- J
- K
- L
- M
- N
- O
- P
- Q
- R
- S
- T
- U
- V
- W
- X
- Y
- Z

## B
| Blason de Bard | Blason  | D'agent à huit croisettes de gueules, ordonnées 3, 2 et 3; au bar d'azur, allumé de gueules et brochant en bande. |
| Blason de Bard | Détails | Le statut officiel du blason reste à déterminer.                                                                  |

| Blason de Belleroche | Blason  | D’or au lion de sable, armé et lampassé de gueules; à la fasce d’hermine chargée de trois sapins de sinople brochant sur le tout. |
| Blason de Belleroche | Détails | Création Conférence Permanente d'Héraldique de la Loire                                                                           |

| Blason de Belmont-de-la-Loire | Blason  | De gueules au pal d‘azur*, chargé d’une montagne de trois coupeaux de sinople* mouvant de la pointe et d’un soleil d’or en chef; le pal accosté de deux quenouilles d’argent.      |
| Blason de Belmont-de-la-Loire | Détails | * Il y a là non-respect de la règle de contrariété des couleurs : ces armes sont fautives (azur sur gueules et sinople sur azur). Le statut officiel du blason reste à déterminer. |

| Blason de Boën-sur-Lignon | Blason  | D'or au chevron de gueules chargé en chef d’une merlette de sable.                                                                           |
| Blason de Boën-sur-Lignon | Détails | * Il y a là non-respect de la règle de contrariété des couleurs : ces armes sont fautives (sable sur gueules). Attribué par D'Hozier (1702). |

| Blason de Bourg-Argental | Blason  | D'or au lion contourné d'azur, lampassé de gueules et couronné du champ. |
| Blason de Bourg-Argental | Détails | Le statut officiel du blason reste à déterminer.                         |

| Blason de Bully | Blason  | Tiercé en bande : au 1er de sinople à la roue d'argent senestrée d'un bourdon de pèlerin du même, au 2e d'argent au calice de gueules accompagné de deux ceps de vigne de sable, fruités de gueules et feuillés de sinople, au 3e de sable au pèlerin contourné d'argent; le tout enfermé dans une bordure coupé-crénelé d'azur et d'argent. |
| Blason de Bully | Détails | Création "Les Héraldistes Républicains". |

| Blason de Bussières | Blason  | Parti : au premier coupé au I d'azur à la croix d'argent cantonnée de quatre étoiles d'or et au II d'azur à la fasce d'or accompagnée en chef d'un lion léopardé et en pointe de trois roses tigées et feuillées, le tout aussi d'or ; au second d'azur au chevron aussi d'or accompagné en chef de deux maillets d'argent et en pointe d'un verne arraché du même. |
| Blason de Bussières | Détails | La croix et les étoiles sont les armes de la famille Coton. |

| Blason de Bussy-Albieux | Blason  | D'argent à la croix estrée et alésée de vair, crossée d'or, accompagnée de trois écussons, de sinople à la fasce ondée d'argent en chef dextre, d'argent à la fasce crénelée de trois pièces de gueules et maçonné de sable en chef senestre et d'argent au roseau à massette fleuri de deux pièces au naturel, brochant en pointe sur le pied de la croix. |
| Blason de Bussy-Albieux | Détails | Le statut officiel du blason reste à déterminer. |

Pas d'information pour les communes suivantes : Balbigny, Bellegarde-en-Forez, La Bénisson-Dieu, Le Bessat, Bessey, Boisset-lès-Montrond, Boisset-Saint-Priest, Bonson (Loire), Boyer (Loire), Briennon, Burdignes

- Haut – A
- B
- C
- D
- E
- F
- G
- H
- I
- J
- K
- L
- M
- N
- O
- P
- Q
- R
- S
- T
- U
- V
- W
- X
- Y
- Z

## C
| Blason de Çaloire | Blason  | Parti d'argent et d'azur, à la fasce de l'un en l'autre chargée de trois merlettes de sable, celle du milieu brochant sur la partition.                      |
| Blason de Çaloire | Détails | * Il y a là non-respect de la règle de contrariété des couleurs : ces armes sont fautives (sable sur azur). Le statut officiel du blason reste à déterminer. |

| Blason de Cergne (Le) | Blason  | D’azur au sautoir d’argent accompagné en chef d’un annelet du même et en pointe d’une branche de chêne d’or. |
| Blason de Cergne (Le) | Détails | Le statut officiel du blason reste à déterminer.                                                             |

| Blason de Cellieu | Blason  | D'argent au village du champ essoré de gueules et ombré de sable ; au chef voûté d'azur et à la champagne ployée de sinople ; à deux cerises de gueules, tigées et feuillées de sinople brochant sur le tout. |
| Blason de Cellieu | Détails | Le statut officiel du blason reste à déterminer. |

| Blason de Cervières (Loire) | Blason  | D'azur au cerf passant d'argent.                                         |
| Blason de Cervières (Loire) | Détails | Armes parlantes. (cerf) Le statut officiel du blason reste à déterminer. |
| Blason de Cervières (Loire) | Alias   | De sable au chevron d'or chargé d'une macle du champ.                    |

| Blason de Chalain-d’Uzore | Blason  | D'azur au faucon éployé d'or, allumé de gueules, empiétant dans sa serre dextre un rubis de gueules serti d'or ; au comble bastillé de quatre pièces et deux demies d'or. |
| Blason de Chalain-d’Uzore | Détails | Création Mme Myke Preynat (CPHL). Adopté en décembre 2012. |

| Blason de Chalain-le-Comtal | Blason  | D'azur à la roue de charrue d'or, en pointe, supportant deux épis de blé tigés du même et accompagnée en chef d'une rose d'argent surmontée d'une couronne comtale d'or perlée d'argent. |
| Blason de Chalain-le-Comtal | Détails | Armes parlantes. (couronne comtale) Le statut officiel du blason reste à déterminer. |

| Blason de Chalmazel | Blason  | Écartelé : au premier et au quatrième parti d'or et d'azur à la bande de gueules brochant, au deuxième et au troisième de sable au lion d'or, accompagné de huit étoiles du même ordonnées en orle. |
| Blason de Chalmazel | Détails | Le statut officiel du blason reste à déterminer. |

| Blason de La Chamba | Blason  | D'azur à un mont d'un coupeau de tenné chargé, à dextre d'un chevreuil contourné d'or, à senestre d'un skieur de fond sur une terrasse isolée d'argent, en pointe d'un sapin de sinople, et au sommet enneigé d'argent, d'une grappe de myrtille tigée et feuillée au naturel; le tout surmonté d'un listel d'or chargé de l'inscription LA CHAMBA en lettres capitales de sable. |
| Blason de La Chamba | Détails | * Il y a là non-respect de la règle de contrariété des couleurs : ces armes sont fautives (tenné sur azur, sinople sur tenné). Création JF Binon.Officiel 2024l |

| Blason de Chambéon | Blason  | D’azur à deux épis de blé d’or, ployés et adossés, accompagnés en pointe d’une nymphale [feuille de nénuphar] d’argent ; au chef voûté et bastillé de sept pièces d’or, chargé de deux fleurs de lis d’azur défaillantes et mouvant des flancs dextre et senestre. |
| Blason de Chambéon | Détails | Le statut officiel du blason reste à déterminer. |

| Blason de Chambon-Feugerolles (Le) | Blason  | D'azur à la bande cousue de gueules chargée de trois abeilles volantes d'argent, accompagnée, en chef, de deux pics de mineur passés en sautoir, senestrés de deux limes, l'une plate et l'autre demi-ronde, passées en sautoir, soutenues d'un boulon en fasce avec son écrou vissé à dextre, le tout d'argent, et, en pointe, d'une roue d'engrenage d'or mouvant du bord inférieur de la bande, au comble de menu vair de deux tires. |
| Blason de Chambon-Feugerolles (Le) | Détails | * Il y a là non-respect de la règle de contrariété des couleurs : ces armes sont fautives (gueules sur azur). Le statut officiel du blason reste à déterminer. |

| Blason de Champdieu | Blason  | D’or à la croix ancrée de sable, à la bande de gueules brochante. |
| Blason de Champdieu | Détails | Le statut officiel du blason reste à déterminer.                  |

| Blason de La Chapelle-en-Lafaye | Blason  | Écartelé : au 1er d'or au sapin coupé de sinople senestré de deux cèpes au naturel rangés en bande, celui de senestre plus petit, au 2e d'azur à la chapelle du lieu d'argent, ouverte et ajourée de sable, essorée de gueules et accompagnée en chef de deux coquilles d'argent, au 3e de gueules au dauphin d'or, au 4e d'argent à la roue de moulin de sable. |
| Blason de La Chapelle-en-Lafaye | Détails | Le statut officiel du blason reste à déterminer. |

| Blason de La Chapelle-Villars | Blason  | D'azur aux trois molettes d'éperon d'or , au chef d'argent chargé d'un lion léopardé de gueules. |
| Blason de La Chapelle-Villars | Détails | Le statut officiel du blason reste à déterminer.                                                 |

| Blason de Charlieu | Blason  | Écartelé d'argent et de sable.             |
| Blason de Charlieu | Détails | Devise : « Qu'un Charlieu, qu'un soleil ». |

| Blason de Chausseterre | Blason  | De gueules au pal d’or chargé de trois sapins de sinople. |
| Blason de Chausseterre | Détails | Le statut officiel du blason reste à déterminer.          |

| Blason de Chazelles-sur-Lavieu | Blason  | D’argent à la fasce d’azur frettée de huit pièces d’or.                      |
| Blason de Chazelles-sur-Lavieu | Détails | Blason des Brenon, seigneurs du Saint-Romain-le-Vieux à Chazelles vers 1450. |

| Blason de Chazelles-sur-Lyon | Blason  | De gueules à la (burelle abaissée d’argent, supportant une) tour d'argent, maçonnée, ajourée et ouverte de sable, au lion d’or couché au pied de la tour et brochant sur le tout. |
| Blason de Chazelles-sur-Lyon | Détails | Le statut officiel du blason reste à déterminer. |

| Blason de Cherier | Blason  | Parti: au 1) d'or à une roue à aubes d'azur mouvant d'une burelle ondée du même, au 2) d'argent à un mont de trois coupeaux inégaux de sinople, brochant le plus proche sur le second, le second sur le dernier; à un chirat [amas de pierres] d'argent mouvant de la pointe et brochant sur la partition. |
| Blason de Cherier | Détails | Adopté le 9 juin 2023. |

| Blason de Chevrières | Blason  | Parti : au 1er d'azur au lion contourné d'argent, au 2e de gueules au dauphin d'or ; au chef d'argent chargé d'un sautoir de gueules, sur le tout, de sinople à la tête de chèvre d'argent brochant. |
| Blason de Chevrières | Détails | Armes parlantes. (chèvre) Le statut officiel du blason reste à déterminer. |

| Blason de Civens | Blason  | Écartelé : au 1er de sinople à la tête de Jules César, de profil, contournée, au naturel et couronnée de lauriers du champ, aux 2e et 3e taillé pignonné au I d'argent à la tête de cheval coupé de tenné, celle du 3e contournée, au II d'azur semé de larmes (?) d'or et au fer à cheval d'argent brochant, au 4e d'argent au roseau à massette de sinople fleuri de deux pièces de sable; sur le tout, d'azur à l'évêque au naturel issant de la pointe. |
| Blason de Civens | Détails | Le statut officiel du blason reste à déterminer. |

| Blason de Combre | Blason  | De gueules à la cotice ondée d’argent, accompagnée en chef d’un dauphin d’or et en pointe d’un arc du même versé et posé en bande. |
| Blason de Combre | Détails | Le statut officiel du blason reste à déterminer.                                                                                   |

| Blason de Commelle-Vernay | Blason  | D'azur à huit éclairs en étoile, à la champagne ondée d'argent chargée de deux fasces ondées du champ. |
| Blason de Commelle-Vernay | Détails | Adopté le 6 septembre 1985.                                                                            |

| Blason de Cordelle | Blason  | D’or à une burelle d’azur ondée et entée d’une pièce vers le chef, accompagnée en chef de deux grappes de raisin du même et en pointe d’une tour de gueules, ouverte et ajourée du champ et mouvant de la pointe. |
| Blason de Cordelle | Détails | Armes parlantes. (la cotice entée est similaire à une corde) Le statut officiel du blason reste à déterminer. |

| Blason de Coteau (Le) | Blason  | Parti: au premier, d'or au lion de sable lampassé de gueules, au lambel brochant de cinq pendants du même; au second, de gueules au dauphin d'or. |
| Blason de Coteau (Le) | Détails | Création Henri Dupont. Adopté en 1953. |

| Blason de Cottance | Blason  | De sable à la tête de chèvre d’argent, accornée d’or, accompagnée en pointe d’une navette de même posée en fasce; au chef bastillé de gueules, soutenu d’or et chargé de trois besants de même. |
| Blason de Cottance | Détails | Le statut officiel du blason reste à déterminer. |

| Blason de Cremeaux | Blason  | De gueules à trois croisettes latines tréflées et au pied cléché d'or ; au chef d'argent chargé d'une fasce ondée d'azur. |
| Blason de Cremeaux | Détails | Le statut officiel du blason reste à déterminer.                                                                          |

| Blason de Crozet (Le) | Blason  | De sinople à la tour d’argent maçonnée et ouverte de sable posée sur une terrasse d'argent, maçonnée de sable, mouvant de la pointe et sommée d'un filet du même, la tour chargée d’un écusson de gueules au dauphin d’or. |
| Blason de Crozet (Le) | Détails | Le statut officiel du blason reste à déterminer. |

| Blason de Cuinzier | Blason  | Coupé, la ligne de partition formant trois coupeaux : au 1er d’or à la tête arrachée de lion de sable lampassée de gueules, au 2e de sinople, à deux navettes d’or passées en sautoir. |
| Blason de Cuinzier | Détails | Le statut officiel du blason reste à déterminer. |

| Blason de Cuzieu | Blason  | D’azur à la bande d’argent chargée de trois écrevisses de gueules, accompagnée en chef de cinq étoiles d’or rangées en deux bandes de 2 et de 3, et en pointe de trois besants d'argent ordonnés 1 et 2 (en orle). |
| Blason de Cuzieu | Détails | Le statut officiel du blason reste à déterminer. |

Pas d'information pour les communes suivantes : Cezay, Chagnon, Chamble, Chambœuf (Loire), La Chambonie, Champoly, Chandon (Loire), Changy (Loire), Châteauneuf (Loire), Châtelneuf (Loire), Châtelus (Loire), Chavanay, Chenereilles (Loire), Chirassimont, Chuyer, Cleppé, Colombier (Loire), La Côte-en-Couzan, Coutouvre, Craintilleux, Croizet-sur-Gand

- Haut – A
- B
- C
- D
- E
- F
- G
- H
- I
- J
- K
- L
- M
- N
- O
- P
- Q
- R
- S
- T
- U
- V
- W
- X
- Y
- Z

## D
| Blason de Dancé | Blason  | D’azur à la bande ondée d’argent accompagnée d’une coquille d’or en chef et d’un fer à cheval d'argent en pointe. |
| Blason de Dancé | Détails | Le statut officiel du blason reste à déterminer.                                                                  |

| Blason de Dargoire | Blason  | D’azur à l’écot d’or.                            |
| Blason de Dargoire | Détails | Le statut officiel du blason reste à déterminer. |

| Blason de Débats-Rivière-d'Orpra | Blason  | D’or à la bande ondée d’azur, accompagnée en chef d’une croix ancrée de gueules et d’une bande de sable chargée de trois étoiles de six rais d’or en pointe. |
| Blason de Débats-Rivière-d'Orpra | Détails | Création Conférence Permanente d'Héraldique de la Loire. |

Pas d'information pour les communes suivantes : Doizieux

- Haut – A
- B
- C
- D
- E
- F
- G
- H
- I
- J
- K
- L
- M
- N
- O
- P
- Q
- R
- S
- T
- U
- V
- W
- X
- Y
- Z

## E
| Blason de Écoche | Blason  | D’or à la tête de chevreuil de gueules ; chaussé de sinople en forme de sapin.D'argent, à un pot à anses et à trois pieds de sable, d'où sort une flamme de feu d'or et de gueules. |
| Blason de Écoche | Détails | Le statut officiel du blason reste à déterminer. |

| Blason de Écotay-l'Olme | Blason  | De gueules au dauphin d'or entortillé sur une croix latine du même; chaperonné crénelé à plomb d'argent; à la bordure d'azur chargée de onze grains de blé d'or ordonnés 5, 2, 2 et 2 et d'une jumelle ondée d'argent en pointe. |
| Blason de Écotay-l'Olme | Détails | Création « Les héraldistes Républicains ». Adopté en février 2000. |
| Blason de Écotay-l'Olme | Alias   | Parti : au 1er de sable semé d’étoiles d’or, au lion du même brochant sur le tout, au 2e de gueules au chef de vair de deux tires.                                                                                               |

| Blason de Épercieux-Saint-Paul | Blason  | Mi-tranché: au 1er d'or à la bande ondée d'azur d'or accompagnée en chef d'une roue dentée de dix-huit dents et de six rayons de sinople, au 2e sinople à la bande d'argent accompagnée en pointe d'un épi de maïs d'or posé en bande. |
| Blason de Épercieux-Saint-Paul | Détails | Création Conférence Permanente d'Héraldique de la Loire |

| Blason de Essertines-en-Châtelneuf | Blason  | Parti ondé : au 1er de gueules à la fasce crénelée haussée d’argent, maçonnée de sable et soutenue d’une croisette fleurdelisée d’argent, au 2e d’azur à la crosse d’argent. |
| Blason de Essertines-en-Châtelneuf | Détails | Création "Les Héraldistes Républicains". |

| Blason de Estivareilles | Blason  | De gueules au chef échiqueté d'azur et d'argent de deux tires. |
| Blason de Estivareilles | Détails | Le statut officiel du blason reste à déterminer.               |

| Blason de Étrat (L’) | Blason  | De gueules au dauphin d’argent.                  |
| Blason de Étrat (L’) | Détails | Le statut officiel du blason reste à déterminer. |

Pas d'information pour les communes suivantes : Essertines-en-Donzy

- Haut – A
- B
- C
- D
- E
- F
- G
- H
- I
- J
- K
- L
- M
- N
- O
- P
- Q
- R
- S
- T
- U
- V
- W
- X
- Y
- Z

## F
| Blason de Feurs | Blason  | D'or au pot à feu de sable vomissant des flammes de gueules.                     |
| Blason de Feurs | Détails | Armes parlantes. (feu) Devise: « forum segusaviorum ».                           |
| Blason de Feurs | Alias   | "D'or au chevron d'azur chargé d'une merlette d'argent." (attribué par D'Hozier) |

| Blason de Firminy | Blason  | Parti de sable et de gueules, à la roue dentée brochant sur une enclume, elle-même brochant sur deux pics de mineur passés en sautoir, un crézieu (lampe de mineur à huile et à mèche) accroché à la roue en pointe, le tout d'or chargé d'un clou aussi de sable sur le moyeu de la roue, accompagné, en chef à senestre, d'une peau d'argent clouée en abîme d'une pièce à la tête de profil en fasce du champ, au franc-canton dextre aussi d'or chargé de deux clefs renversées du champ passées en sautoir. |
| Blason de Firminy | Détails | Création Albert Boissier. Adopté le 14 août 1925. |

| Blason de Fourneaux | Blason  | Coupé : au 1er de gueules à la navette d’or en fasce, au 2e écartelé d’argent et d’azur ; le tout flanqué de sinople ; à la fasce d’argent brochant sur le tout chargée en flanc de deux roues de gueules, entre lesquelles broche une poule d’or issant d'une marmite de sable, et au glaive de St Michel versé d’or brochant en pointe sur cette dernière. |
| Blason de Fourneaux | Détails | Création Bernard VELAY. |

| Blason de Fraisses | Blason  | D’or à trois arbres arrachés de sinople ; au chef de gueules chargé d’une enclume d’or. |
| Blason de Fraisses | Détails | Le statut officiel du blason reste à déterminer.                                        |

Pas d'information pour les communes suivantes : Farnay, Fontanès (Loire), La Fouillouse

- Haut – A
- B
- C
- D
- E
- F
- G
- H
- I
- J
- K
- L
- M
- N
- O
- P
- Q
- R
- S
- T
- U
- V
- W
- X
- Y
- Z

## G
| Blason de Genilac | Blason  | D'azur à la barre d'or,à un pampre de vigne fruité de gueules, tigé et feuillé de sinople brochant sur le tout ; au chef de sable chargé de trois cruses d'argent. |
| Blason de Genilac | Détails | * Il y a là non-respect de la règle de contrariété des couleurs : ces armes sont fautives (sable sur azur). Le statut officiel du blason reste à déterminer.       |

| Blason de Grand-Croix (La) | Blason  | Écartelé : au 1er d’azur à la croix d’argent, au 2e d’or plain, au 3e de sable plain, au 4e de sinople à la fasce ondée d’argent. |
| Blason de Grand-Croix (La) | Détails | Création Maurice-Jean Philibert. Adopté le 18 octobre 1985.                                                                       |

| Blason de Gresle (La) | Blason  | Coupé, le trait de partition formant trois coupeaux: au 1er d'or au rameau de houx feuillé et fruité au naturel, au 2e de sinople à l'étoile à six rais d'argent. |
| Blason de Gresle (La) | Détails | Le statut officiel du blason reste à déterminer. |

| Blason de Grézolles | Blason  | D’azur au lion d’argent armé, lampassé et couronné de gueules, accompagné de trois besants d’or. |
| Blason de Grézolles | Détails | Blason de la famille de Gayardon de Grézolles                                                    |

| Blason de Gumières | Blason  | D’argent au sapin de sinople posé sur une terrasse de même, au sanglier passant de sable, défendu du champ, brochant sur le tout. |
| Blason de Gumières | Détails | Création Conférence Héraldique |

Pas d'information pour les communes suivantes : La Gimond, Graix, Grammond, Grézieux-le-Fromental

- Haut – A
- B
- C
- D
- E
- F
- G
- H
- I
- J
- K
- L
- M
- N
- O
- P
- Q
- R
- S
- T
- U
- V
- W
- X
- Y
- Z

## H
| Blason de Hôpital-le-Grand (L') | Blason  | D’or à la fasce ondée de gueules chargée d’un soleil d’or et accompagnée en chef d’un tourteau de gueules chargé d’une croix d’argent et en pointe d’un taureau passant de sable ; le tout chapé de gueules. |
| Blason de Hôpital-le-Grand (L') | Détails | Le statut officiel du blason reste à déterminer. |

| Blason de Hôpital-sous-Rochefort (L') | Blason  | De gueules à la bande d’or chargée de trois merles de sable, becqués et membrés de gueules. |
| Blason de Hôpital-sous-Rochefort (L') | Détails | Le statut officiel du blason reste à déterminer.                                            |

Pas d'information pour les communes suivantes : L'Horme

- Haut – A
- B
- C
- D
- E
- F
- G
- H
- I
- J
- K
- L
- M
- N
- O
- P
- Q
- R
- S
- T
- U
- V
- W
- X
- Y
- Z

## J
| Blason de Jarnosse | Blason  | D’azur à quatre losanges d’argent ordonnées en losange.              |
| Blason de Jarnosse | Détails | Armes de la Famille de GARANT, seigneurs de Jarnoose au XVIe siècle. |

| Blason de Juré | Blason  | Coupé: au 1e recoupé au I de vair de deux tires, au II de gueules au viaduc de sable, de trois arches et deux demies, maçonné du champ et mouvant du chef, de la pointe et des flancs, au 2e de sable au dauphin d'or accosté de deux jonquilles d'or, tigées et feuillées de sinople, les corolles affrontées. |
| Blason de Juré | Détails | * Il y a là non-respect de la règle de contrariété des couleurs : ces armes sont fautives (sable sur gueules). Adopté le 28 mai 2014. Armes fautives. |

Pas d'information pour les communes suivantes : Jas (Loire), Jeansagnière, Jonzieux

- Haut – A
- B
- C
- D
- E
- F
- G
- H
- I
- J
- K
- L
- M
- N
- O
- P
- Q
- R
- S
- T
- U
- V
- W
- X
- Y
- Z

## L
| Blason de Lavieu | Blason  | De gueules à trois couronnes fleurdelisées au naturel.                |
| Blason de Lavieu | Détails | Utilisé par la commune. Les émaux ont été adoptés le 8 décembre 2020. |

| Blason de Lay | Blason  | D'or au sautoir de gueules.                  |
| Blason de Lay | Détails | Devise: « bonne est la haye autour du blé ». |

| Blason de Lézigneux | Blason  | Deux écus: 1- Écartelé: au 1er d'argent à la grappe de raisin de pourpre tigée et feuillée de sinople, au 2e de gueules au dauphin d'or, au 3e d'azur au lion d'or, au 4e d'argent à deux pattes d'aigle de sable rangées en pal. 2- De gueules à la croix d'argent fleurdelisée d'or, soutenue d'une rivière ondée cousue d'azur, mouvant de la pointe et chargée d'un dauphin nageant d'or; au chef d'argent chargé d'un rencontre de boeuf de sable accosté de deux ceps de vigne feuillés et fruités de trois pièces au naturel. |
| Blason de Lézigneux | Détails | * Il y a là non-respect de la règle de contrariété des couleurs : ces armes sont fautives (azur sur gueules). Le statut officiel du blason reste à déterminer. |

| Blason de Lorette | Blason  | Taillé : au premier d’azur à la fleur de lys partie d’or et d’argent surmontée de l’inscription LORETTE en lettres capitales du même, au second de gueules à la roue dentée d’azur bordée d’or, au moyeu et aux rayons aussi d’or, soutenue d’un vilebrequin couché, cousu aussi d’azur ; à la barre d’or chargée de cinq abeilles descendantes d’argent*, brochant sur la partition ; le tout sommé d’un chef de gueules chargé de trois étoiles d’or. |
| Blason de Lorette | Détails | * Il y a là non-respect de la règle de contrariété des couleurs : ces armes sont fautives (azur sur gueules et argent sur or). Le statut officiel du blason reste à déterminer. |

| Blason de Lupé | Blason  | Parti : au 1er d'or au loup ravissant de sable, allumé et lampassé de gueules, au 2e de gueules à trois fasces cousues d'azur et au loup ravissant contourné brochant de l'un en l'autre . |
| Blason de Lupé | Détails | * Il y a là non-respect de la règle de contrariété des couleurs : ces armes sont fautives (gueules sur azur). Armes parlantes. (loup) Création Conférence Héraldique                       |

Pas d'information pour les communes suivantes : Leigneux, Lentigny, Lérigneux, Luré, Luriecq

- Haut – A
- B
- C
- D
- E
- F
- G
- H
- I
- J
- K
- L
- M
- N
- O
- P
- Q
- R
- S
- T
- U
- V
- W
- X
- Y
- Z

## M
| Blason de Mably | Blason  | De sinople à la roue dentée d'argent, accostée de deux épis de blé d'or, au chef aussi d'argent papelonné de gueules. |
| Blason de Mably | Détails | Le statut officiel du blason reste à déterminer.                                                                      |

| Blason de Maclas | Blason  | Écartelé : aux 1er et 4e d'azur plain, aux 2e et 3e de gueules à trois étoiles d'or ; à la cotice d'argent chargée de cinq mouchetures d'hermine de sable brochant sur le tout. |
| Blason de Maclas | Détails | Le statut officiel du blason reste à déterminer. |

| Blason de Magneux-Haute-Rive | Blason  | D’azur à l’écusson d’or à la croix crossée de sable et à la bordure componée de sable et d’or ; l’écu bordé ondé en flanc et en pointe d’argent. |
| Blason de Magneux-Haute-Rive | Détails | Création Héraldistes Républicains |

| Blason de Maizilly | Blason  | D’or au lion de gueules, au chef de gueules chargé de trois grappes de raisin d'or. |
| Blason de Maizilly | Détails | Création Bernard Chazelle, adoption juin 2016.                                      |

| Blason de Malleval | Blason  | Coupé émanché de deux pièces : au 1er d'argent à une navette de fer posée en pal, accolée d'un pied de vigne de tenné, feuillé de sinople, fruité de deux pièces, d'or à dextre et de gueules à senestre, au 2d d'azur au pal ondé d'argent adextré d'une tour couverte d'argent, ouverte du champ, ajourée et maçonnée de sable, et senestré d'un dauphin d'or ; au filet émanché de deux pièces d'or brochant sur la partition. |
| Blason de Malleval | Détails | Adopté le 28 septembre 2021. |

| Blason de Marcilly-le-Châtel | Blason  | Parti d'or et d'azur ; au filet en bande de gueules brochant. |
| Blason de Marcilly-le-Châtel | Détails |                                                               |

| Blason de Marclopt | Blason  | Tranché ondé de sinople à l’orme d’or soutenu d’un besant du même et d’azur à l’aigrette d’argent tenant dans son bec une feuille d’orme d’or ; au filet en bande ondé d’argent brochant sur la partition. |
| Blason de Marclopt | Détails | Création Conférence Héraldique |

| Blason de Marcoux | Blason  | Écartelé : aux 1er et 4e de sinople à la pomme de pin d'or, chapé-ployé parti à dextre d'azur chargé d’une tête de cheval d'argent et à senestre d'argent chargé d’un cep de vigne de sable, feuillé de sinople et fruité de gueules, les têtes de cheval affrontées, aux 2e et 3e de gueules au heaume de tournoi d'argent taré de profil ; sur le tout, de sable à la croix latine pattée et alésée d'argent. |
| Blason de Marcoux | Détails | Création Héraldistes Républicains |

| Blason de Margerie-Chantagret | Blason  | De sinople au sautoir d’or, chargé en cœur d’un tourteau de sable et cantonné de quatre tourteaux plus petits de même.              |
| Blason de Margerie-Chantagret | Détails | * Il y a là non-respect de la règle de contrariété des couleurs : ces armes sont fautives (sable sur sinople). Création Mlle Vialla |

| Blason de Marols | Blason  | D’argent à la coquille de sable ; au chef d’azur chargé d’une église fortifiée d’un donjon d’argent, maçonnée de sable, mouvant du trait du chef. |
| Blason de Marols | Détails | Création Conférence Héraldique |

| Blason de Mars | Blason  | De gueules au chevron d’or chargé d’un tourteau du champ, accompagné de trois grappes de raisin d’or ; à la bordure componée de sable et d'or. |
| Blason de Mars | Détails | Adopté en janvier 2016. Création Bernard Chazelle.                                                                                             |

| Blason de Merle-Leignec | Blason  | Tranché: au 1er de sinople au besant d’or, au 2e d’or au clocher pointu de sable à deux clochetons, maçonné d'argent et ajouré du champ, mouvant de la pointe, le tout enfermé dans une filière crénelée de sable. |
| Blason de Merle-Leignec | Détails | Création Conférence Héraldique |

| Blason de Mizérieux | Blason  | D'argent à la croix ancrée de gueules.           |
| Blason de Mizérieux | Détails | Le statut officiel du blason reste à déterminer. |

| Blason de Montagny | Blason  | D'argent à l'église d'azur posée sur un mont du même chargé en pointe d'un écusson d'or au lion de sable armé et lampassé de gueules au lambel à cinq pendants du même brochant sur le tout. |
| Blason de Montagny | Détails | Armes parlantes. (mont) Création Laurent Granier |

| Blason de Montarcher | Blason  | Coupé: au 1er parti de deux coupé de un d'argent et d'azur, au 2e de gueules plain. |
| Blason de Montarcher | Détails | Le statut officiel du blason reste à déterminer.                                    |
| Blason de Montarcher | Alias   | De gueules au chef échiqueté d'argent et d'azur de deux tires.                      |

| Blason de Montbrison | Blason  | De gueules au château flanqué à dextre d'une tour couverte ajourée de sable, le tout d'or maçonné de sable, ouvert du champ, sur une terrasse d'or; au chef cousu d'azur chargé de trois fleurs de lis d'or. DeviseAd espiandum hostile scelus (pour expier le crime des ennemis). |
| Blason de Montbrison | Détails | Or ou argent ? Selon Marguerite Fournier-Néel (Montbrison cœur du Forez page 11) les armes de Montbrison sont de gueules à la montagne d'or sommée d'un château de même, au chef cousu de France. Le site notrefamille.com indique : de gueules, à la tour crénelée de cinq pièces, senestrée d'un avant-mur crénelé de huit, le tout d'or ; la tour et le mur ouverts, ajourés et maçonnés de sable ; au chef cousu d'azur à trois fleurs de lys d'or Armes parlantes. (mont) Le statut officiel du blason reste à déterminer. |

| Blason de Montrond-les-Bains | Blason  | D’or semé de fleurs de lys d’azur.               |
| Blason de Montrond-les-Bains | Détails | Le statut officiel du blason reste à déterminer. |

| Blason de Montverdun | Blason  | De gueules à deux crosses adossées d’or, accompagnées en pointe d’un fer de lance accosté de cinq larmes d'or 1, 2 et 2, au chevron bretessé contre-bretessé d’argent brochant sur le tout. |
| Blason de Montverdun | Détails | Création "Les Héraldistes Républicains". |

Pas d'information pour les communes suivantes : Machézal, Marcenod, Maringes, Marlhes, Montchal, Mornand-en-Forez

- Haut – A
- B
- C
- D
- E
- F
- G
- H
- I
- J
- K
- L
- M
- N
- O
- P
- Q
- R
- S
- T
- U
- V
- W
- X
- Y
- Z

## N
| Blason de Nandax | Blason  | De sinople à la tour d'argent, ouverte, ajourée et couverte de sable; chapé d'or à deux roses de gueules pointées de sinople.                                 |
| Blason de Nandax | Détails | Le statut officiel du blason reste à déterminer. |
| Blason de Nandax | Alias   | D’azur à trois molettes d’or ; au chef cousu de gueules chargé d’un lion léopardé d’argent (Armes des Béraud, seigneurs de Ressins à Nandax au XVIIe siècle). |

| Blason de Néronde | Blason  | Écartelé: au 1er de gueules au dauphin d’or, au 2e d’argent à trois navettes de sable, au 3e d’argent à la grappe de raisin de sable, au 4e d’azur à la croix d’argent cantonnée de quatre étoiles d’or. |
| Blason de Néronde | Détails | Le statut officiel du blason reste à déterminer. |

| Blason de Nervieux | Blason  | Parti : au 1er de sinople à l’épi de blé d’or, au 2e de gueules à la croix tréflée d’or ; à la vergette ondée d'argent brochant sur la partition; le tout sommé d’un chef d’or chargé d’un château essoré de gueules, ouvert et ajouré du champ. |
| Blason de Nervieux | Détails | Le statut officiel du blason reste à déterminer. |

| Blason de Neulise | Blason  | De gueules aux trois étoiles d’or. |
| Blason de Neulise | Détails | Adopté octobre 1995                |

| Blason de Noailly | Blason  | De sable semé de molettes d’or au lion du même, armé et lampassé de gueules, brochant. |
| Blason de Noailly | Détails | Le statut officiel du blason reste à déterminer.                                       |

| Blason de Noës (Les) | Blason  | D’azur au chevreuil d’or ; au chef dentelé d’argent chargé d’une feuille de noyer de sinople. |
| Blason de Noës (Les) | Détails | Armes parlantes. (noyer) Création Conférence Héraldique                                       |

| Blason de Noirétable | Blason  | D'azur à la montagne de trois coupeaux de sable, chacun sommé d'un sapin de sinople.                                                             |
| Blason de Noirétable | Détails | * Il y a là non-respect de la règle de contrariété des couleurs : ces armes sont fautives (sable et sinople sur azur). Devise : nigrum stabulum. |

Pas d'information pour les communes suivantes : Neaux, Nollieux, Notre-Dame-de-Boisset

- Haut – A
- B
- C
- D
- E
- F
- G
- H
- I
- J
- K
- L
- M
- N
- O
- P
- Q
- R
- S
- T
- U
- V
- W
- X
- Y
- Z

## O
| Blason de Ouches | Blason  | Coupé ; au premier parti au I de sinople à la tour d’or, ouverte et ajourée du champ, maçonnée de sable, au II de sable à la croix estrée d’or, brisée en chef d’un lambel de gueules, au second de sinople à la coquille d’or ; à la fasce ondée cousue d’azur, brochant sur la partition, chargée de trois grenouilles contournées au naturel. |
| Blason de Ouches | Détails | * Il y a là non-respect de la règle de contrariété des couleurs : ces armes sont fautives (sinople et azur). Le statut officiel du blason reste à déterminer. |

## P
| Blason de Pacaudière (La) | Blason  | Coupé: au 1er parti au I d‘azur à trois fleurs de lis d’or, à la bande de gueules brochant sur le tout et au II de gueules au dauphin d’or, au 2e de sinople au château «Le Petit Louvre» d’or ; à la burelle d’or brochant sur le trait du coupé. |
| Blason de Pacaudière (La) | Détails | Le statut officiel du blason reste à déterminer. |

| Blason de Palogneux | Blason  | D’azur à deux clefs d’or passées en sautoir.     |
| Blason de Palogneux | Détails | Le statut officiel du blason reste à déterminer. |

| Blason de Panissières | Blason  | Tranché ; au premier d’argent au lion de sable, au second de gueules au dauphin contourné cousu de sable posé en bande ; à la navette de tisserand de sable brochant sur la partition ; le tout sommé d’un chef crénelé de quatre merlons de gueules, ajouré de trois créneaux de sable. |
| Blason de Panissières | Détails | * Ces armes emploient le terme « cousu » dans le seul but de contrevenir à la règle de contrariété des couleurs : elles sont fautives : sable sur gueules. Le statut officiel du blason reste à déterminer.                                                                              |

| Blason de Parigny | Blason  | De sinople au pal d’azur bordé d’argent mouvant d’une champagne ondée d’azur chargée de deux fasces ondées d'argent ; au soleil d’or mouvant du chef et brochant sur le tout. |
| Blason de Parigny | Détails | Le statut officiel du blason reste à déterminer. |

| Blason de Pavezin | Blason  | Écartelé en sautoir: au 1er d'or à la locomotive de sable, au 2e d'azur à l'arbre d'argent feuillé d'or, au 3e d'azur à la Croix des Chartreux du lieu d'or, au 4e d'or au soc de charrue de sable posé en pal la pointe en bas, accosté de deux clous du même. |
| Blason de Pavezin | Détails | Créé par les enfants de l'école et finalisé par Jean-François Binon. Officialisé le 8 mai 2010. |

| Blason de Pélussin | Blason  | D'azur à la montagne de trois coupeaux (isolée de trois coupeaux rangés en fasce) d'argent, chacun sommé d'un sapin de sinople. |
| Blason de Pélussin | Détails | Le statut officiel du blason reste à déterminer.                                                                                |

| Blason de Périgneux | Blason  | D’azur au château donjonné d’or maçonné et ajouré de sable, à la porte fermée aussi d’or, à la herse levée aussi de sable, posé sur un mont de sinople, surmonté de quatre épis d’or passés en sautoir deux par deux. |
| Blason de Périgneux | Détails | Le statut officiel du blason reste à déterminer. |

| Blason de Perreux | Blason  | Parti ; au premier d’or au lion de sable armé et lampassé de gueules, au lambel de cinq pendants du même brochant, au second de gueules à la clef d’or soutenue d’une champagne fascée ondée d’argent et d’azur de quatre pièces. |
| Blason de Perreux | Détails | Le statut officiel du blason reste à déterminer. |

| Blason de Pinay | Blason  | De sinople au pairle en filet renversé d’argent, accompagné à dextre d’un bar contourné, à senestre d’une tour et en pointe d’un pont de bois sur une rivière, le tout d’argent. |
| Blason de Pinay | Détails | Le statut officiel du blason reste à déterminer. |

| Blason de Pommiers | Blason  | Parti : au 1er mi-parti d'argent au pommier de sinople fruité de gueules, au 2e d'azur à la croisette latine d'or, le pied entortillé d'un dauphin du même ; sur le tout, de gueules à deux clés affrontées d'argent, passées en sautoir et brochant sur une épée haute du même. |
| Blason de Pommiers | Détails | Armes parlantes. Le statut officiel du blason reste à déterminer. |

| Blason de Poncins | Blason  | D’or à la bande ondée d’azur chargée d’un ombre [poisson] d’argent nageant dans le sens de la bande, accompagnée à senestre de deux cerises tigées et feuillées et à dextre de trois cerises tigées, le tout au naturel. |
| Blason de Poncins | Détails | Le statut officiel du blason reste à déterminer. |

| Blason de Pouilly-lès-Feurs | Blason  | Coupé : au 1er parti au I de gueules au dauphin d’or, au II de gueules à la crosse d’or mouvant de la partition, au 2e de sinople à la porte de ville adextrée d’une tour, le tout crénelé d’argent, ouvert et ajouré du champ ; aux deux filets ondés brochant sur l'un sur le coupé, l'autre, sur le parti du chef. |
| Blason de Pouilly-lès-Feurs | Détails | Le statut officiel du blason reste à déterminer. |

| Blason de Pouilly-les-Nonains | Blason  | De sinople à la croix d’argent, accompagnée en chef dextre d’une tour d’or couverte et ajourée de sable et au en pointe senestre de quatre burelles ondées d’or. |
| Blason de Pouilly-les-Nonains | Détails | Création Daniel Verne et Claude Guinard. |

| Blason de Pouilly-sous-Charlieu | Blason  | Ecartelé : au premier de gueules au renard rampant d'or, au second contre- écartelé d'argent et d'azur, au troisième de sinople au chevron d'argent chargé d'une billette de sable, au quatrième de gueules à l'aigle bicéphale d'or. |
| Blason de Pouilly-sous-Charlieu | Détails | Le statut officiel du blason reste à déterminer. |

| Blason de Pralong | Blason  | D'azur à la croisette d'argent fleurdelisée d'or; mantelé d'argent chargé d'un cep de vigne de sable, feuillé de sinople et fruité de gueules, accosté de deux bœufs affrontés de gueules. |
| Blason de Pralong | Détails | Création "Les Héraldistes Républicains". Adopté en 2003. |

| Blason de Précieux | Blason  | De gueules au chevron haussé d'or, chargé en chef de deux plumes passées en sautoir accostées de deux rencontres de taureaux, le tout de sable, accompagné en pointe d'un lion couronné aussi d'or. |
| Blason de Précieux | Détails | Le statut officiel du blason reste à déterminer. |

Pas d'information pour les communes suivantes : Planfoy, Pradines (Loire)

- Haut – A
- B
- C
- D
- E
- F
- G
- H
- I
- J
- K
- L
- M
- N
- O
- P
- Q
- R
- S
- T
- U
- V
- W
- X
- Y
- Z

## R
| Blason de Régny | Blason  | D’hermine à trois bandes d’or chargées de onze coquilles d’argent* posées à plomb, 3, 5 et 3.                                                               |
| Blason de Régny | Détails | * Il y a là non-respect de la règle de contrariété des couleurs : ces armes sont fautives (argent sur or). Le statut officiel du blason reste à déterminer. |

| Blason de Renaison | Blason  | Parti : au premier d'or aux trois jumelles de sable, au second aussi d'or aux trois fasces ondées de sinople, au chef de gueules ; sur le tout de gueules au dauphin d'or. |
| Blason de Renaison | Détails | Créé en 1949, officialisé le 30 septembre 1989. |

| Blason de Ricamarie (La) | Blason  | De gueules à la filière d'or ; à la massette posée en pal et à deux pics de mineurs brochant en sautoir, le tout d'argent brochant en chef sur la filière, à la lampe de mineur allumée d'or, son réservoir au bouchon d'argent timbré d’un coq d'or, à l'étrier de laquelle est appendue une boussole d'argent à la bordure d'or et à l'aiguille mise en bande et écartelée d'or et d'argent, adextrée d’une étoile à six rais d'or et senestrée d'un élément du Monument des Étoiles du même, le tout posé sur un tas de charbon de sable, ombré d'argent et brochant sur la filière. |
| Blason de Ricamarie (La) | Détails | Le statut officiel du blason reste à déterminer. |

| Blason de Riorges | Blason  | Écartelé : au premier d'argent au lion de gueules, au deuxième de gueules aux deux clefs passées en sautoir, l'une d'or, l'autre d'argent, au troisième d'azur à l'escarboucle d'or, au chef de gueules, au quatrième d'or au faisceau de licteur, sommé d'un bonnet phrygien, accosté de deux tourteaux, le tout de gueules. |
| Blason de Riorges | Détails | * Il y a là non-respect de la règle de contrariété des couleurs : ces armes sont fautives (gueules sur azur). Le statut officiel du blason reste à déterminer. |

| Blason de Rive-de-Gier | Blason  | D’azur à la ruche d’or ouverte de gueules, accompagnée de quatorze abeilles d’or volantes, sept de chaque côté ordonnées 4 et 3 et soutenue en pointe par deux branches de laurier de sinople, les tiges passées en sautoir en pointe et nouées de gueules. |
| Blason de Rive-de-Gier | Détails | * Il y a là non-respect de la règle de contrariété des couleurs : ces armes sont fautives (sinople et gueules sur azur). Différences entre dessin et blasonnement : ordonné 4 et 3 ????. Le statut officiel du blason reste à déterminer.                   |

| Blason de Roanne | Blason  | D'azur au croissant d'argent, surmonté d'une croix de la Légion d'honneur appendue au chef, au naturel. DeviseCrescam et lucebo. |
| Blason de Roanne | Détails | Le statut officiel du blason reste à déterminer.                                                                                 |

| Blason de Roche | Blason  | Coupé: au 1er d'or à la forêt de sapins isolée de sinople, au 2e parti au I d'argent à la roue de moulin de sable, au II de gueules au dauphin d'or ; à la fasce ondée d'azur brochant sur le coupé et chargée, à dextre d'un sabot contourné d'or et bridé de sable et, à senestre de deux tours droites d'or, celle de senestre plus petite. |
| Blason de Roche | Détails | Le statut officiel du blason reste à déterminer. |

| Blason de Roche-la-Molière | Blason  | D'or à la bande engrêlée de sable.     |
| Blason de Roche-la-Molière | Détails | Blason des Lavieu de Roche la Molière. |

| Blason de Rozier-en-Donzy | Blason  | De gueules à la colombe montante d'argent surmontée de deux navettes d'or aux canettes d'azur appointées en chevron, au chef de gueules chargé de trois étoiles d'or. |
| Blason de Rozier-en-Donzy | Détails | Devise: « ars serici domicianum honoram » (l'art de la soie honore la région).                                                                                        |

Pas d'information pour les communes suivantes : Rivas (Loire), Roisey, Rozier-Côtes-d'Aurec

- Haut – A
- B
- C
- D
- E
- F
- G
- H
- I
- J
- K
- L
- M
- N
- O
- P
- Q
- R
- S
- T
- U
- V
- W
- X
- Y
- Z

## S
| Blason de Sail-sous-Couzan | Blason  | D'or à la croix alésée ancrée de gueules. |
| Blason de Sail-sous-Couzan | Détails | Blason des Damas, seigneurs de Couzan.    |

| Blason de Saint-Alban-les-Eaux | Blason  | Parti: au 1er de gueules au dauphin d’or, au 2e de sinople à la fontaine jaillissante de deux jets d’argent ; le tout sommé d’un chef cousu d’azur chargé de la Croix de l’Ordre de Saint-Louis. |
| Blason de Saint-Alban-les-Eaux | Détails | * Il y a là non-respect de la règle de contrariété des couleurs : ces armes sont fautives (azur sur sinople et gueules). Le statut officiel du blason reste à déterminer.                        |

| Blason de Saint-André-d'Apchon | Blason  | De sable à la croix d’or, au lambel de gueules brochant en chef. |
| Blason de Saint-André-d'Apchon | Détails | Blason de la famille d'Albon, seigneurs de Saint-André.          |

| Blason de Saint-André-le-Puy | Blason  | Écartelé : aux 1er et 4e d'azur au flanchis d'argent, au 2e de gueules au dauphin d'or, au 3e de gueules au puits d'or maçonné de sable. |
| Blason de Saint-André-le-Puy | Détails | Armes parlantes. (puits) Le statut officiel du blason reste à déterminer.                                                                |

| Blason de Saint-Bonnet-le-Château | Blason  | Parti : le 1er coupé d'or à la fleur de lis (florencée) d'azur et d'azur à l'aigle d'argent, au 2e de gueules au griffon d'or. |
| Blason de Saint-Bonnet-le-Château | Détails | Le statut officiel du blason reste à déterminer.                                                                               |

| Blason de Saint-Bonnet-des-Quarts | Blason  | D'argent à trois fers à cheval de gueules.                                            |
| Blason de Saint-Bonnet-des-Quarts | Détails | Armes de la famille de Saint-Bonnet. Le statut officiel du blason reste à déterminer. |

| Blason de Saint-Bonnet-les-Oules | Blason  | Parti : au 1er un dauphin contourné, au 2e tranché au I un château et au II une amphore senestrée d'un pot de terre cuite brochant en partie sur l'amphore. |
| Blason de Saint-Bonnet-les-Oules | Détails | Le statut officiel du blason reste à déterminer. |

| Blason de Saint-Chamond | Blason  | Parti : au premier d'argent à la fasce de gueules, au second d'azur plain. |
| Blason de Saint-Chamond | Détails | Le statut officiel du blason reste à déterminer.                           |

| Blason de Saint-Cyprien | Blason  | D'argent à la croix pattée alésée de gueules, cantonnée aux 1er et 4e d'une tête de cheval de tenné, aux 2e et 3e de trois raves de pourpre feuillées de sinople, sur le tout d'azur chargé de saint Cyprien crossé d'argent mouvant de la pointe. |
| Blason de Saint-Cyprien | Détails | Création "Les Héraldistes Républicains". |

| Blason de Saint-Cyr-de-Favières | Blason  | D’or à l’aigle bicéphale de gueules ; au chef de gueules chargé d’une burelle ondée d’or.                                                                               |
| Blason de Saint-Cyr-de-Favières | Détails | Blason inspiré des familles Cucurieux et Roncheval. L'aigle est devenue bicephale symbolisant l'union des deux bourgs. Le statut officiel du blason reste à déterminer. |

| Blason de Saint-Denis-de-Cabanne | Blason  | D’or muraillé [maçonné] de sable, au pairle ondé d’azur accompagné de trois navettes de gueules. |
| Blason de Saint-Denis-de-Cabanne | Détails | Le statut officiel du blason reste à déterminer.                                                 |

| Blason de Saint-Étienne | Blason  | D'azur aux deux palmes d'or passées en sautoir cantonnées en chef d'une couronne royale fermée du même, aux flancs et en pointe de trois croisettes pommetées d'argent. |
| Blason de Saint-Étienne | Détails | Adopté officiellement le 22 décembre 1961. |

| Blason de Saint-Étienne-le-Molard | Blason  | De gueules à la croix romane d’argent mouvant de la pointe, les extrémités terminées en chef par un cœur, à dextre par un soleil et à senestre par une lune, accolée par une Vierge et saint Jean, le tout du même, chapé ployé de vair, chargé à dextre du buste contourné de Claude d’Urfé et à senestre de celui d’Honoré d’Urfé, tous deux d’argent; au chef tiercé en pal au 1er et 3e de gueules au rencontre de bœuf d’or, au 2e tranché crénelé d’argent et d’azur. |
| Blason de Saint-Étienne-le-Molard | Détails | Conflit héraldique : le blasonnement dit les rencontres de bœuf "d'or" ; le dessin les représente d'argent. Création "Les Héraldistes Républicains". |

| Blason de Saint-Forgeux-Lespinasse | Blason  | Burelé de gueules et d'argent.                   |
| Blason de Saint-Forgeux-Lespinasse | Détails | Le statut officiel du blason reste à déterminer. |

| Blason de Saint-Galmier | Blason  | D'argent au chevron de gueules chargé d'une macle du champ. |
| Blason de Saint-Galmier | Détails | Le statut officiel du blason reste à déterminer.            |

| Blason de Saint-Genest-Lerpt | Blason  | Parti : au 1er coupé au I de gueules à la coquille d'argent posée en bande, au II d’argent aux ciseaux de tailleur ouverts en sautoir et brochant sur une aiguille à coudre en pal, le tout de sable, au 2e d’azur à la lampe de mineur d’argent. |
| Blason de Saint-Genest-Lerpt | Détails | Le statut officiel du blason reste à déterminer. |

| Blason de Saint-Genest-Malifaux | Blason  | D’azur à la fasce d’or chargée de trois étoiles de gueules et accompagnée de quatre croissants d’or, trois en chef et un en pointe. |
| Blason de Saint-Genest-Malifaux | Détails | Le statut officiel du blason reste à déterminer.                                                                                    |

| Blason de Saint-Georges-en-Couzan | Blason  | De sinople au pont d’argent maçonné de sable, accompagné en chef de trois roues de moulin d’or, mal ordonnées et en pointe d’un dragon d’or, armé et lampassé de gueules, transpercé d’une épée versée d’or. |
| Blason de Saint-Georges-en-Couzan | Détails | Création Mme Mike Preynat. Devise « fortis et fidelis » |

| Blason de Saint-Germain-Laval | Blason  | De sinople au chevron d'or chargé (sommé) en chef d'une merlette du champ. |
| Blason de Saint-Germain-Laval | Détails | Armorial Général de France, Charles D'Hozier (édit de 1696)                |

| Blason de Saint-Germain-Lespinasse | Blason  | D’or à la bande d’azur chargée de trois coquilles d’argent et accompagnée de deux trèfles de sinople. |
| Blason de Saint-Germain-Lespinasse | Détails | Le statut officiel du blason reste à déterminer.                                                      |

| Blason de Saint-Haon-le-Châtel | Blason  | D’argent au lion de gueules.                     |
| Blason de Saint-Haon-le-Châtel | Détails | Le statut officiel du blason reste à déterminer. |

| Blason de Saint-Haon-le-Vieux | Blason  | Parti : de gueules et d'or à deux tours mouvant de la pointe et surmontées de deux grappes de raisin, le tout de l'un en l'autre . |
| Blason de Saint-Haon-le-Vieux | Détails | Le statut officiel du blason reste à déterminer.                                                                                   |

| Blason de Saint-Héand | Blason  | D’argent au fayard (hêtre) arraché au naturel surmonté d’une étoile d’or.                                                                                   |
| Blason de Saint-Héand | Détails | * Il y a là non-respect de la règle de contrariété des couleurs : ces armes sont fautives (or sur argent). Le statut officiel du blason reste à déterminer. |

| Blason de Saint-Jean-Bonnefonds | Blason  | D’azur au puits en pierre d’argent, maçonné de sable sur une terrasse de gueules.                                                                              |
| Blason de Saint-Jean-Bonnefonds | Détails | * Il y a là non-respect de la règle de contrariété des couleurs : ces armes sont fautives (gueules sur azur). Le statut officiel du blason reste à déterminer. |

| Blason de Saint-Jean-la-Vêtre | Blason  | D'argent à l'écusson échiqueté d'or et de gueules de quatre traits, adextré de saint Jean Baptiste de carnation vêtu de gueules et senestré d'une croix latine (du lieu) alésée de sable; à la terrasse ondée d'azur ; au chef d'or chargé de huit sapins de sinople accolés en fasce et mouvant du trait du chef. |
| Blason de Saint-Jean-la-Vêtre | Détails | Création "Les Héraldistes Républicains". |

| Blason de Saint-Jean-Saint-Maurice-sur-Loire | Blason  | Ecartelé ; au premier et au quatrième de sable aux trois fasces d’or, au deuxième et au troisième d’azur aux trois croissants d’argent. |
| Blason de Saint-Jean-Saint-Maurice-sur-Loire | Détails | Armes de la famille de La Mure relevées par la commune dans les années 1990.                                                            |

| Blason de Saint-Jean-Soleymieux | Blason  | De sinople à la tour brochant sur un pan de mur, le tout d'argent maçonné de sable, accompagné de trois feuilles de hêtre d'or versées et posées en barre ; au chef voûté du même chargé d'un soleil couchant non figuré de gueules. |
| Blason de Saint-Jean-Soleymieux | Détails | Création Conférence Permanente d'Héraldique de la Loire (Mme Mike Preynat). |

| Blason de Saint-Jodard | Blason  | De gueules à la fasce abaissée et ondée d’argent chargée de deux ondes d'azur ; à quatre épis de blé d’or les tiges appointées en croix, brochant sur le tout et accompagnés en chef de deux alouettes affrontées d’or. |
| Blason de Saint-Jodard | Détails | Le statut officiel du blason reste à déterminer. |

| Blason de Saint-Julien-la-Vêtre | Blason  | De gueules à la bande d’or chargée de trois merles de sable, becqués et membrés de gueules, posés à plomb. |
| Blason de Saint-Julien-la-Vêtre | Détails | Blason de Roland de La Merlée, seigneur de La Merlée et Villeneuve.                                        |

| Blason de Saint-Julien-Molin-Molette | Blason  | D’azur au chevron d’argent, au chef cousu de gueules chargé de trois besants d’or, à la filière du même.                                                       |
| Blason de Saint-Julien-Molin-Molette | Détails | * Il y a là non-respect de la règle de contrariété des couleurs : ces armes sont fautives (gueules sur azur). Le statut officiel du blason reste à déterminer. |

| Blason de Saint-Just-en-Chevalet | Blason  | Parti : au premier de gueules au dauphin d'or, au second d'or au cheval cabré de sable sur une terrasse de sinople. |
| Blason de Saint-Just-en-Chevalet | Détails | Armes parlantes. (cheval) Le statut officiel du blason reste à déterminer.                                          |

| Blason de Saint-Just-la-Pendue | Blason  | Tranché : au 1er de sable à l'aigle essorant d'or, au 2e d'or à l'épi de blé tigé et feuillé de sable mis en bande, et à la navette du même brochant en fasce. |
| Blason de Saint-Just-la-Pendue | Détails | Conflit héraldique : le blasonnement dit la navette "brochante" ; le dessin représente l'épi brochant. Le statut officiel du blason reste à déterminer.        |

| Blason de Saint-Just-Saint-Rambert | Blason  | Deux écus accolés : (1) Parti : au 1er d’azur au poisson d’or posé en pal, au 2e de gueules à deux pots enflammés d’argent, l’un au-dessus de l’autre (Saint Rambert sur Loire). (2) D’azur à deux ancres d’or passées en sautoir. (Saint Just sur Loire). Les deux blasons ont été conservés après l'unification des deux communes en 1973. |
| Blason de Saint-Just-Saint-Rambert | Détails | Le statut officiel du blason reste à déterminer. |

| Blason de Saint-Laurent-la-Conche | Blason  | Coupé ondé : au 1er d'or à la rame et à la gaffe de batelier d'azur, renversées et passées en sautoir, au 2e d’azur à la conche [cuve taillée dans la pierre] d’argent surmontée d'un besant d'or. |
| Blason de Saint-Laurent-la-Conche | Détails | Armes parlantes. (conche) Création de la Conférence Permanente d'Héraldique de la Loire. |

| Blason de Saint-Laurent-Rochefort | Blason  | Écartelé : aux 1er et 4e de sable à trois étoiles d’or rangées en bande et accostées de deux cotices du même, aux 2e et 3e de sinople au chêne arraché d’or. |
| Blason de Saint-Laurent-Rochefort | Détails | Création Conférence Permanente d'Héraldique de la Loire. Adopté en conseil municipal le 15 octobre 2004                                                      |

| Blason de Saint-Marcel-d'Urfé | Blason  | De sinople à la fasce ondée de vair de deux tires, surmontée de la chapelle du lieu d’argent, essorée de sable et soutenue d’une tête de chèvre arrachée d’argent. |
| Blason de Saint-Marcel-d'Urfé | Détails | Le statut officiel du blason reste à déterminer. |

| Blason de Saint-Marcel-de-Félines | Blason  | Écartelé : au 1er de sinople à l'amphore d'argent, au 2e taillé au I d'azur au mur crénelé d'argent et maçonné de sable et au II de gueules au buste de gaulois d'or mouvant du flanc et de la pointe, au 3e taillé au I de gueules au buste de romain d'or mouvant du taillé et au II d'azur au mur crénelé d'argent maçonné de sable, au 4e de sinople à la cruche d'argent. |
| Blason de Saint-Marcel-de-Félines | Détails | Le statut officiel du blason reste à déterminer. |

| Blason de Saint-Marcellin-en-Forez | Blason  | De gueules au pont de pierre de deux arches d’or, celle de dextre plus petite, maçonné de sable, soutenu par deux fasces ondées d’argent et surmonté d’un dauphin d’or. |
| Blason de Saint-Marcellin-en-Forez | Détails | Conflit héraldique : le blasonnement dit le pont "maçonné de sable" ; le dessin ne le montre pas maçonné. Créateur Daniel Juric. Adopté le 11 juillet 2002.             |

| Blason de Saint-Martin-la-Plaine | Blason  | Parti : au premier d'azur à Saint Martin auréolé d'argent sur son cheval effaré de sable, tenant de sa senestre son manteau de gueules qu'il partage avec son épée aussi d'argent dans sa dextre, au second coupé au I de gueules à une enclume sommée d'un marteau et d'une tenaille de forgeron passés en sautoir, le tout de sable*, et au II d'or à une grappe de raisin de gueules pamprée et feuillée d'une pièce de sinople. Ornements extérieursCimier : couronne d'or de cinq tours à trois merlons chacune, ouvertes et maçonnées de sable . |
| Blason de Saint-Martin-la-Plaine | Détails | * Il y a là non-respect de la règle de contrariété des couleurs : ces armes sont fautives (outils de sable sur gueules). Armes parlantes. Adopté le 5 novembre 1990. |

| Blason de Saint-Maurice-en-Gourgois | Blason  | D'or à trois étoiles d'azur ; à la bordure de gueules chargée de huit besants d'argent. |
| Blason de Saint-Maurice-en-Gourgois | Détails | Le statut officiel du blason reste à déterminer.                                        |

| Blason de Saint-Médard-en-Forez | Blason  | Écartelé : aux 1er et 4e d’argent à la croisette du champ, chacun de ses bras terminé par une goutte d’azur brochant sur les bras de la croisette, chargée d’un tourteau du même bordé de gueules en abîme, aux 2e et 3e de gueules au dauphin d’or, celui du 3e contourné ; à la bordure d'azur chargée de quatre têtes de crosse d'argent posées en croix et mouvant du trait de la bordure. |
| Blason de Saint-Médard-en-Forez | Détails | Création A et C Barbas ("Les Héraldistes Républicains"). |

| Blason de Saint-Nizier-de-Fornas | Blason  | Divisé en chevron : au 1er d'azur à deux étoiles d'or, au 2e de gueules au dauphin d'or accompagné en pointe d'une étoile du même ; au chevron d'or brochant sur la partition. |
| Blason de Saint-Nizier-de-Fornas | Détails | Le statut officiel du blason reste à déterminer. |

| Blason de Saint-Paul-de-Vézelin | Blason  | D’azur à trois cotices ondées d’argent, à la tour couverte d’or, ouverte et ajourée d’argent, sommée d'un lanternon d'or, brochant sur le tout, accompagnée en chef de deux rameaux de chêne englantés chacun de deux pièces d’or, brochant en pal. Création Laurent Granier. |
| Blason de Saint-Paul-de-Vézelin | Détails | Le statut officiel du blason reste à déterminer. |

| Blason de Saint-Paul-d'Uzore | Blason  | Écartelé : aux 1er et 4e de sinople semé de larmes d’argent, au château d’argent flanqué de deux tours couvertes brochant, aux 2e et 3e d’azur au canard d’argent tenant dans son bec un poisson du même, volant au-dessus d’une champagne ondée d’argent ; au filet en croix pattée de sable brochant sur la partition ; sur le tout d’or au mont de trois coupeaux de sinople. |
| Blason de Saint-Paul-d'Uzore | Détails | Le statut officiel du blason reste à déterminer. |

| Blason de Saint-Paul-en-Cornillon | Blason  | D’argent à la fasce de gueules chargée de trois corneilles cousues de sable, accompagnée des inscriptions du même, « Saint-Paul » en chef et « en Cornillon » en pointe.         |
| Blason de Saint-Paul-en-Cornillon | Détails | * Il y a là non-respect de la règle de contrariété des couleurs : ces armes sont fautives (sable sur gueules). Armes parlantes. Le statut officiel du blason reste à déterminer. |

| Blason de Saint-Paul-en-Jarez | Blason  | Parti : au 1er d'argent à la fasce ondée d'azur, accompagnée en chef d'une Vierge d'or et en pointe de trois sapins de sinople, au 2e d'azur plain ; au coq de sable brochant sur le tout en pointe. |
| Blason de Saint-Paul-en-Jarez | Détails | Le statut officiel du blason reste à déterminer. |

| Blason de Saint-Pierre-de-Bœuf | Blason  | Tranché : au 1er de gueules au dauphin d’or, au 2e d’or à l’ancre de sable. |
| Blason de Saint-Pierre-de-Bœuf | Détails | C'est en 1979 que la commune se dota d'armoiries.                           |

| Blason de Saint-Pierre-la-Noaille | Blason  | D'azur à deux clés adossées en pal et entretenues d'argent ; chaperonné-ployé parti à dextre échiqueté d'or et de gueules de quatre traits et à senestre d'or à la merlette de gueules ; le tout sommé d'un chef de sinople chargé de trois rencontres de veau d'argent. |
| Blason de Saint-Pierre-la-Noaille | Détails | Création "Les Héraldistes Républicains". Adopté le 9 octobre 2010. |

| Blason de Saint-Polgues | Blason  | D’or au chef de gueules au lion issant d’or.                                          |
| Blason de Saint-Polgues | Détails | Blason de la Maison d'Augerolles (Guillaume d'Augerolles, seigneur de Saint-Polgues). |

| Blason de Saint-Priest-en-Jarez | Blason  | Cinq points d’or équipolés à quatre de sinople.  |
| Blason de Saint-Priest-en-Jarez | Détails | Le statut officiel du blason reste à déterminer. |

| Blason de Saint-Priest-la-Prugne | Blason  | D’or à la divise ondée de sinople surmontée de trois sapins de sable mal ordonnés et soutenue de trois pointes de gueules appointées vers le coeur ; au comble dentelé de gueules. |
| Blason de Saint-Priest-la-Prugne | Détails | Adopté en conseil municipal le 7 mai 2004. |

| Blason de Saint-Priest-la-Roche | Blason  | Tiercé en pairle renversé: au 1er d'or au lion de sable armé et lampassé de gueules, au lambel de cinq pendants du même brochant, au 2e de gueules à une tour d'argent maçonnée de sable, au 3e d'azur à la fasce ondée d'argent et à un crosseron d'or brochant sur la fasce. |
| Blason de Saint-Priest-la-Roche | Détails | Création JFBinon. Utiliation sur le site de la commune depuis au moins 2024 |

| Blason de Saint-Rirand | Blason  | Coupé : au 1er parti au I de gueules à un dauphin d'or, au II d'or à une croix ancrée de gueules, au 2d de sinople à une mitre d'argent brochant sur une crosse du même posée en barre. |
| Blason de Saint-Rirand | Détails | Le statut officiel du blason reste à déterminer. |

| Blason de Saint-Romain-d'Urfé | Blason  | D'or à la fasce de vair accompagnée en chef d'une croisette ancrée de gueules et en pointe d'un mont de sinople chargé d'une coquille d'argent. |
| Blason de Saint-Romain-d'Urfé | Détails | Adopté en conseil municipal le 2 novembre 2001                                                                                                  |

| Blason de Saint-Romain-en-Jarez | Blason  | D'or au pommier de sinople fruité de gueules ; à la bordure de même. |
| Blason de Saint-Romain-en-Jarez | Détails | Le statut officiel du blason reste à déterminer.                     |

| Blason de Saint-Romain-la-Motte | Blason  | D’argent à la motte [coupeau] de sinople sommée d’une tour de sable, ajourée du champ ; chapé de sinople chargé d’une gerbe d’or à dextre et d’un cep de vigne arraché du même à senestre. |
| Blason de Saint-Romain-la-Motte | Détails | Le statut officiel du blason reste à déterminer. |

| Blason de Saint-Romain-le-Puy | Blason  | D’azur au prieuré du lieu terrassé d’or, à la grappe de raisin de gueules feuillée de sinople mouvant de la pointe et brochant ; au chef de gueules chargé de treize vergettes d’argent et à deux abeilles d’or brochant sur les vergettes. |
| Blason de Saint-Romain-le-Puy | Détails | Le statut officiel du blason reste à déterminer. |

| Blason de Saint-Sixte | Blason  | De gueules au triregnum (tiare) d’or ; au chef d'or chargé d’un chaudron d'azur accosté de deux grappes de raisin de gueules feuillées de sinople. |
| Blason de Saint-Sixte | Détails | Création "Les Héraldistes Républicains" |

| Blason de Saint-Symphorien-de-Lay | Blason  | De sinople aux deux épis de blé tigés et feuillés d’or passés en sautoir, surmontés d’une étoile de gueules (d'argent).                                           |
| Blason de Saint-Symphorien-de-Lay | Détails | * Il y a là non-respect de la règle de contrariété des couleurs : ces armes sont fautives (gueules sur sinople). Le statut officiel du blason reste à déterminer. |

| Blason de Saint-Thomas-la-Garde | Blason  | De gueules au chevron d’argent chargé en chef d’une tour d’azur et accompagné en pointe d’un cep de vigne arraché d’or ; au franc-canton dextre d’argent à trois fasces ondées d’azur. |
| Blason de Saint-Thomas-la-Garde | Détails | Le statut officiel du blason reste à déterminer. |

| Blason de Saint-Victor-sur-Rhins | Blason  | D’or à la cuirasse de fantassin romain de gueules, accostée de deux fusées de sinople et soutenue d’une trangle ondée d’azur. |
| Blason de Saint-Victor-sur-Rhins | Détails | Création Pierre Bissuel, adopté le 18 janvier 1993.                                                                           |

| Blason de Saint-Vincent-de-Boisset | Blason  | Coupé : au 1er de gueules à l’écusson d’argent chargé d’une aigle bicéphale de sable, becquée, languée et membrée d’or, accosté de deux grappes de raisin de même, au 2e d’or au chêne arraché de sinople, au loup passant de sable, brochant sur le tronc de l’arbre. |
| Blason de Saint-Vincent-de-Boisset | Détails | Le statut officiel du blason reste à déterminer. |

| Blason de Sainte-Agathe-en-Donzy | Blason  | Tranché : au 1er d’azur à l’anille d’or, au 2e de sinople à la belette au naturel passant dans le sens de la bande; à la bande d’or chargée de trois flammes de gueules, brochant sur la partition. |
| Blason de Sainte-Agathe-en-Donzy | Détails | Le statut officiel du blason reste à déterminer. |

| Blason de Sainte-Agathe-la-Bouteresse | Blason  | Parti: au 1) de gueules maçonné de sable, au 2) d'azur à une crosse d'argent avec son vélum du même; et brochant en abîme, à l'écusson d'argent chargé d'une flamme de gueules surmontée d'une auréole d'azur; au chef de vair ; le tout au chef de sinople chargé de trois boeufs passant d'argent. |
| Blason de Sainte-Agathe-la-Bouteresse | Détails | * Il y a là non-respect de la règle de contrariété des couleurs : ces armes sont fautives (sinople sur gueules et azur ). Paru dans Bulletin municipal Janvier 2017 |

| Blason de Sainte-Croix-en-Jarez | Blason  | D’azur à la croix denchée d’argent cantonnée au I et au IV d’une fleur de lys d’or au II et au III d’une étoile du même. |
| Blason de Sainte-Croix-en-Jarez | Détails | Blason de la chartreuse.                                                                                                 |

| Blason de Salles (Les) | Blason  | Écartelé en sautoir : au 1er d'azur au casque d'argent taré de profil, aux 2e et 3e d'or au pic de mineur de sable, les deux pics affrontés, au 4e d'azur à trois dauphins d'argent ployés et appointés en lunel ; sur le tout d'or à la herse de sable cloutée d'or ; le tout enfermé dans une filière componée de gueules et d'or. |
| Blason de Salles (Les) | Détails | Création "Les Héraldistes Républicains". |

| Blason de Salvizinet | Blason  | D’azur à la chapelle du lieu d’argent, accompagnée en pointe d’une coquille d’or et d’un soleil levant de même ; au chef voûté d’argent chargé de trois quintefeuilles d’azur. |
| Blason de Salvizinet | Détails | Le statut officiel du blason reste à déterminer. |

| Blason de Savigneux | Blason  | Parti ondé : au 1er de gueules au moine bénédictin, contourné, lisant un livre, d’argent, au 2e d’argent au bouquet de deux joncs tigés et feuillés de sinople fruités de sable surmonté de deux fasces crénelées de gueules et maçonnées de sable. |
| Blason de Savigneux | Détails | Création "Les Héraldistes Républicains". |

| Blason de Sevelinges | Blason  | Tiercé en pairle renversé : au 1er d'or à deux navettes de tisserand de gueules passées en sautoir, au 2e de gueules à un rat d'argent, au 3e d'argent à trois fasces ondées d'azur et à un sapin coupé au naturel brochant sur le tout.                                                               |
| Blason de Sevelinges | Détails | Les navettes de tisserand symbolisent les anciens métiers à tisser, le rat blanc est le sobriquet couramment utilisé pour nommer les Sévelingeois, le sapin évoque une commune boisée et les ondes la Trambouze qui arrose la commune. Création de Jean-François Binon adoptée par la commune en 2020. |

| Blason de Soleymieux | Blason  | D’azur au pont d’or, maçonné de sable, sur une rivière d’argent crêtée d'azur, chargée d’une truite de sable miraillée de gueules et de deux roues (de moulin BB) de sainte Catherine brochant sur (le pont et la rivière BB) le tout, accompagné en chef d’un soleil d’or. |
| Blason de Soleymieux | Détails | Le statut officiel du blason reste à déterminer. |

| Blason à dessiner | Blason  | Écartelé: au 1er de gueules au dauphin d'or, au 2e d'or à la bande ondée d'azur, accompagnée en chef d'une croix ancrée de gueules et d'une bande de sable chargée de trois étoiles de six rais d'or en pointe, au 3e contre-écartelé: aux I et IV de sable à trois étoiles d'or rangées en bande et accostées de deux cotices du même, aux II et III de sinople au chêne arraché d'or, au 4e de gueules à la bande d'or chargée de trois merles de sable, becqués et membrés de gueules, passant dans le sens de la bande. |
| Blason à dessiner | Détails | Le statut officiel du blason reste à déterminer. |

| Blason de Souternon | Blason  | Écartelé : au 1er de gueules à un château d'argent, flanqué de deux échauguettes, donjonné d'une pièce girouettée du même, ouvert, ajouré et maçonné de sable, au 2e de sinople à un agneau pascal d'argent, la tête contournée, onglé de sable, tenant une hampe croisetée d'or au guidon d'argent chargé d'une croisette de gueules, au 3e de sinople à une gerbe de blé d'or, au 4e de gueules à un clocher d'or, maçonné de sable ; à la burelle d'argent chargée d'une burelle d'azur brochant sur la partition. |
| Blason de Souternon | Détails | Adopté le 23 décembre 2020. |

| Blason de Sorbiers (Loire) | Blason  | Parti de sinople et d'argent, à la filière d'or, au lion de pourpre brochant sur la partition, lampassé d'argent, armé d'or, l'extrémité de la queue du même. |
| Blason de Sorbiers (Loire) | Détails | Le statut officiel du blason reste à déterminer. |

| Blason de Sury-le-Comtal | Blason  | D'argent à la bande de gueules chargée de trois pots à feu d'or posés à plomb. |
| Blason de Sury-le-Comtal | Détails | Le statut officiel du blason reste à déterminer.                               |

Pas d'information pour les communes suivantes : Sail-les-Bains, Saint-Christo-en-Jarez, Saint-Joseph (Loire), Saint-Appolinard (Loire), Saint-Barthélemy-Lestra, Saint-Bonnet-le-Courreau, Saint-Cyr-de-Valorges, Saint-Cyr-les-Vignes, Saint-Denis-sur-Coise, Saint-Didier-sur-Rochefort, Saint-Georges-de-Baroille, Saint-Georges-Haute-Ville, Saint-Germain-la-Montagne, Saint-Hilaire-Cusson-la-Valmitte, Saint-Hilaire-sous-Charlieu, Saint-Julien-d'Oddes, Saint-Just-en-Bas, Saint-Léger-sur-Roanne, Saint-Martin-d'Estréaux, Saint-Martin-la-Sauveté, Saint-Martin-Lestra, Saint-Michel-sur-Rhône, Saint-Nizier-sous-Charlieu, Saint-Priest-la-Vêtre, Saint-Régis-du-Coin, Saint-Romain-les-Atheux, Saint-Sauveur-en-Rue, Saint-Thurin, Sainte-Colombe-sur-Gand, Sainte-Foy-Saint-Sulpice, Salt-en-Donzy, Sauvain
- Haut – A
- B
- C
- D
- E
- F
- G
- H
- I
- J
- K
- L
- M
- N
- O
- P
- Q
- R
- S
- T
- U
- V
- W
- X
- Y
- Z

## T
| Blason de Tartaras | Blason  | D’or à l’écusson ovale d’argent à la filière de sable, chargé d’une branche au naturel issant d’un croissant de gueules, accostée de deux étoiles du même en chef, ledit écusson soutenu de deux rinceaux de laurier de sinople, les tiges passées en sautoir, et surmonté d’un tourteau aussi de gueules, au cœur du même brochant en pointe sur l’écusson. |
| Blason de Tartaras | Détails | Le statut officiel du blason reste à déterminer. |

| Blason de La Terrasse-sur-Dorlay | Blason  | D’argent au sautoir de gueules, à la bordure de sable chargée de huit fleurs de lys d'or. |
| Blason de La Terrasse-sur-Dorlay | Détails | Le statut officiel du blason reste à déterminer.                                          |

| Blason de Tourette (La) | Blason  | D’or au lion de sinople armé, lampassé et couronné de gueules. |
| Blason de Tourette (La) | Détails | Le statut officiel du blason reste à déterminer.               |

Pas d'information pour les communes suivantes : La Talaudière, Tarentaise (Loire), Thélis-la-Combe, La Tour-en-Jarez, Trelins, La Tuilière

- Haut – A
- B
- C
- D
- E
- F
- G
- H
- I
- J
- K
- L
- M
- N
- O
- P
- Q
- R
- S
- T
- U
- V
- W
- X
- Y
- Z

## U
| Blason de Unias | Blason  | Écartelé : au 1er d’argent à la couronne comtale au naturel, au 2e d’azur à un épi de blé d'or, au 3e d’azur au soleil d’or mouvant d'une tierce ondée, alésée en chevron renversé, au 4e d’argent au silo à blé d’or. |
| Blason de Unias | Détails | Le statut officiel du blason reste à déterminer. |

| Blason de Unieux | Blason  | D'azur au chevron d'argent, chargé d'un chevron de gueules surchargé d'une faucille d'or, accompagné en chef de deux gerbes de blé d'or liées de gueules et en pointe d'un marteau pilon d'or posé sur une terrasse alésée du même, l'enclume sommée d'un lingot de gueules. |
| Blason de Unieux | Détails | Devise : « le travail dans la paix ». |

| Blason de Usson-en-Forez | Blason  | Écartelé : au 1er de gueules au dauphin d’or et au chef de gueules chargé d'une divise ondée cousue d’azur, aux 2e et 3e de sinople à la tour droite d’argent ouverte de sable, au 4e d’or au gonfanon de gueules frangé de sinople et au chef d'or chargé d’une divise ondée d’azur. |
| Blason de Usson-en-Forez | Détails | * Il y a là non-respect de la règle de contrariété des couleurs : ces armes sont fautives (azur sur gueules). Le statut officiel du blason reste à déterminer. |

Pas d'information pour les communes suivantes : Urbise

- Haut – A
- B
- C
- D
- E
- F
- G
- H
- I
- J
- K
- L
- M
- N
- O
- P
- Q
- R
- S
- T
- U
- V
- W
- X
- Y
- Z

## V
| Blason de Valeille | Blason  | Coupé: au 1) parti au 1a) de gueules au dauphin d'or, au 1b) de gueules à deux clés d'argent passées en sautoir et à l'épée basse d'or brochant sur les clés, au 2) d'azur à deux canettes sans pattes d'argent accompagnées en pointe d'un roseau à massette d'or; et, brochant sur le coupé, au chevron renversé d'or chargé en pointe du clocher de la chapelle du lieu et sur chaque branche d'un pont plat isolé posé dans le sens de sa branche, tous de sable . |
| Blason de Valeille | Détails | Le statut officiel du blason reste à déterminer. |

| Blason à dessiner | Blason  | Écartelé, le trait du parti ondé: au 1er d'or au triangle en ogive de sinople chargé de la vierge à l'enfant de sable, à mi-corps et vêtus d'azur, au 2e d'argent au bosquet de quatre sapins au naturel, au 3e d'argent au rameau de myrtille fruité au naturel, au 4e d'or au rameau de houx fruité au naturel; à la rivière d'azur mouvant de l'angle senestre du chef, sinuant et s'élargissant vers la pointe, passant sous les sapins et brochant sur la partition. |
| Blason à dessiner | Détails | * Il y a là non-respect de la règle de contrariété des couleurs : ces armes sont fautives (sable sur azur sur sinople). février 2023. |

| Blason de Veauche | Blason  | Parti : au 1er d’azur au dauphin de gueules, barbé, crêté, loré, oreillé et peautré d’or, au 2e coupé d’or et de gueules.                                      |
| Blason de Veauche | Détails | * Il y a là non-respect de la règle de contrariété des couleurs : ces armes sont fautives (gueules sur azur). Le statut officiel du blason reste à déterminer. |

| Blason de Veauchette | Blason  | Parti : au 1er coupé au I d'azur au sautoir d'or, au II re-coupé de sinople et d'or à la fasce ondée d'azur brochant sur la partition, au 2e d'azur au dauphin d'or. |
| Blason de Veauchette | Détails | Le statut officiel du blason reste à déterminer. |

| Blason de Vendranges | Blason  | D'or au pal d'azur, au chevron diminué et renversé, brochant de l'un en l'autre et accompagné de quatre trèfles, deux d'or chargeant le pal en chef et en pointe et deux de sinople en flancs. |
| Blason de Vendranges | Détails | Le statut officiel du blason reste à déterminer. |

| Blason de Vérin | Blason  | D'azur à la barque de marinier en chef, chargée de ses attributs et d'un marinier, le tout d'or, à deux oiseaux huppés d'argent affrontés, la tête contournée au bec tenant une fleur d'or et accompagnés en pointe d’une grappe de raisin du même. |
| Blason de Vérin | Détails | Le statut officiel du blason reste à déterminer. |

| Blason de Verrières-en-Forez | Blason  | D'argent à la divise abaissée et ployée d'or, au sapin de sinople fûté de sable, mouvant de la pointe et brochant sur la divise, accompagné en chef d'une croix pattée de gueules à dextre et d'un dauphin d'or à senestre. |
| Blason de Verrières-en-Forez | Détails | * Il y a là non-respect de la règle de contrariété des couleurs : ces armes sont fautives (or sur argent). Le statut officiel du blason reste à déterminer.                                                                 |

| Blason à dessiner | Blason  | Gironné gironnant de six pièces d'or et de gueules, à la roue de moulin de sable brochant en coeur, les girons de gueules chargés au 2 de deux massettes de carrier posées en sautoir, au 4 d'une tour maçonnée de sable, ouverte et ajourée du champ, au 6 d'un écot, le tout d'or. |
| Blason à dessiner | Détails | Le statut officiel du blason reste à déterminer. |

| Blason de Villars | Blason  | D’azur au lion d’or armé, lampassé et couronné de gueules, au comble cousu aussi de gueules.                                                                   |
| Blason de Villars | Détails | * Il y a là non-respect de la règle de contrariété des couleurs : ces armes sont fautives (gueules sur azur). Le statut officiel du blason reste à déterminer. |

| Blason de Villemontais | Blason  | Parti : au premier de gueules au griffon d'or, au second d'azur à la grappe de raisin tigée d'or, accompagnée de trois croissants d'argent ; à la vergette d'or brochant sur la partition. |
| Blason de Villemontais | Détails | Le statut officiel du blason reste à déterminer. |

| Blason de Villerest | Blason  | Ecartelé ; au premier de sable à la tour-porte du lieu, au deuxième et au troisième d’argent au dauphin d’azur loré, crêté, oreillé, barbé et peautré de gueules, au quatrième de sable aux deux épis de blé tigés d’or senestrés d’une grappe de raisin feuillée d’une pièce du même. |
| Blason de Villerest | Détails | Devise : « unguibus et rostro » (avec les ongles et le bec). |

| Blason de Violay | Blason  | Parti de pourpre et d'argent au chevron de l'un en l'autre accompagné en pointe d'une cloche d'or, au chef du même chargé de trois roses de pourpre. |
| Blason de Violay | Détails | Devise : « violam sequimat » (Nous suivons le violet).                                                                                               |

| Blason de Viricelles | Blason  | D’azur à la jumelle ondée haussée d’argent, accompagnée en pointe d’un tunnel d’or maçonné et ouvert de sable soutenu de deux épis de blés ployés, tigés et feuillés d’or passés en sautoir, mouvant de la pointe, au soleil levant d’or. |
| Blason de Viricelles | Détails | Le statut officiel du blason reste à déterminer. |

| Blason de Vougy | Blason  | D’azur à la fasce d’or accompagnée de trois besants d’argent. |
| Blason de Vougy | Détails | Adopté le 16 août 1996                                        |

Pas d'information pour les communes suivantes : Valfleury, La Valla-en-Gier, Véranne, La Versanne, Villers (Loire), Virigneux, Vivans Doutes pour Vézelin-sur-Loire